# アレクサンダー・ウィリアムズ・ランドール
アレクサンダー・ウィリアムズ・ランドール（Alexander Williams Randall, 1819年10月31日 - 1872年7月26日）は、アメリカ合衆国の弁護士、政治家。1858年から1862年まで第6代ウィスコンシン州知事を、1866年から1869年まで第25代アメリカ合衆国郵政長官を務めた。

## 生い立ちと家族
1819年10月31日、ランドールはニューヨーク州エイムズにおいて、フィニアス・ランドール (Phineas Randall, 1787-1853) の息子として誕生した。ランドールは地元の公立学校で初等教育を受けた後、私立学校チェリー・ヴァレー・アカデミーを卒業した。
その後ランドールは家族とともにウィスコンシン準州のプレイリーヴィル（現在のウィスコンシン州ウォキショーに移った。ランドールは父親の下で法律を学び、1839年に弁護士として認可を受けた。ランドールは1840年にプレイリーヴィルで弁護士業を開業した。

## 初期の政治活動
ランドールは1840年に弁護士業を開業した後、ホイッグ党の党員として地方政治に関与するようになった。その後民主党の党員となったランドールは、1845年にジェームズ・ポーク大統領からプレイリーヴィルの郵便局長に任ぜられた。ランドールは郵便局長を1855年まで務めた。またランドールは、1846年にウィスコンシン州憲法制定会議の代表も務めた。

## ウィスコンシン州下院議員
1848年、ランドールはウィスコンシン州下院議員に選出された。ランドールは奴隷廃止運動に関与し、共和党のウィスコンシン州知事コールズ・バッシュフォードに着目された。ランドールは1856年にバッシュフォード州知事からウィスコンシン州第2巡回裁判所判事に任ぜられた。

## ウィスコンシン州知事
1858年1月4日、ランドールはウィスコンシン州知事に選出された。ランドールは南北戦争開戦後、ウィスコンシン州最初の志願兵部隊を創設し、合衆国軍を支援した。ランドールは在任中に18の連隊を設立し、10の砲兵隊、3の騎兵隊を組織した。ランドールは州が規定定員を超える3232人を動員した。
合衆国陸軍はランドールの支援に感謝し、ウィスコンシン州マディソンに訓練基地「キャンプ・ランドール」を創設した。
ランドールは任期満了となる1862年1月6日までウィスコンシン州知事を務めた。

## 駐バチカン公使
1861年8月6日、エイブラハム・リンカーン大統領はランドールを駐ローマ教皇庁アメリカ合衆国弁理公使に指名した。ランドールは1862年6月6日に信任状の奉呈を受けた。ランドールは1862年8月4日に弁理公使を辞任した。

## 郵政長官
1866年7月25日、アンドリュー・ジョンソン大統領はランドールをアメリカ合衆国郵政長官に任命した。これは前任の郵政長官ウィリアム・デニソンの辞任によるものであった。ランドールはジョンソン大統領の任期満了となる1869年3月5日まで郵政長官を務めた。

## 晩年
ランドールは1872年7月26日に死去した。ランドールの遺体はニューヨーク州エルマイラに埋葬された。